# Кравчуково болото (заказник)
Кравчуково болото — гидрологический заказник общегосударственного значения, расположенный на юго-востоке Нежинского района (Черниговская область, Украина). Заказник создан 4 ноября 2000 года. Площадь — 172 га. Код (государственный кадастровый номер) — 5А00000Ж0002. Находится под контролем Великодорожского сельсовета.

## История
Был создан Указом Президента Украины от 04.11.2000 года № 1207/2000.

## Описание
Создан для охраны одноименного болота в верховье Вьюницы (левая притока Остра) на юго-востоке Нежинского районе между сёлами Калиновка и Кравчиха. Это типичное пойменное болото, которое имеет важное водорегулирующее значение.
Ближайший населённый пункт — село Кравчиха Нежинского района Черниговской области Украины, город — Нежин.

## Природа
Заказник является местом гнездования большого количества птиц, среди которых плиска, лунь, малая выпь, камышевка.
Растёт пальчатокоренник мясо-красный (Dactylorhiza incarnata), занесённый в Красную книгу Украины.